# Huller i suppen
Huller i suppen er en dansk film fra 1988 af Morten Lorentzen og Povl Erik Carstensen. Filmens handling var at tilfældige folk blev sat i pinlige situationer, hvorefter de blev optaget med skjult kamera. I 2007 udkom Krøller i sovsen, en ny version af filmen med nye skjulte optagelser.

## Medvirkende
- Povl Erik Carstensen
- Morten Lorentzen
- Arne Siemsen
- Ellen Hillingsø